# Otomys saundersiae
Otomys saundersiae is een knaagdier uit het geslacht Otomys dat voorkomt in de Zuid-Afrikaanse provincies West-Kaap, Oost-Kaap en Oranje Vrijstaat en in Lesotho. Deze soort is ook bekend als Otomys karoensis Roberts, 1931.
De rug is geelbruin, de onderkant grijsbruin. De staart is van boven geelbruin en van onder grijsbruin. De totale lengte bedraagt 24,5 cm, de staartlengte 9,5 cm en het gewicht 100 gram, zodat het een van de kleinste soorten van de onderfamilie is.
Otomys anchietae · Otomys angoniensis · Otomys auratus · Otomys barbouri · Otomys burtoni · Otomys cheesmani · Otomys cuanzensis · Otomys dartmouthi · Bergoorrat (Otomys denti) · Otomys dollmani · Otomys fortior · Otomys helleri · Moerasrat (Otomys irroratus) · Otomys jacksoni · Otomys karoensis · Otomys lacustris · Otomys laminatus · Otomys occidentalis · Otomys orestes · Otomys simiensis · Otomys sloggetti · Otomys sungae · Otomys thomasi · Otomys tropicalis · Otomys typus · Otomys unisulcatus · Otomys uzungwensis · Otomys willani · Otomys yaldeni · Otomys zinki